# Sabata (film)
Pour les articles homonymes, voir Sabata.
Série Sabata
Adios Sabata
(1970)
Pour plus de détails, voir Fiche technique et Distribution.
Sabata est un western spaghetti italien, réalisée par Gianfranco Parolini, sous le pseudonyme de Frank Kramer, sorti en 1969.
Le film de la série Lee Van Cleef se présente comme une semi-parodie des films de Sergio Leone ou de Sergio Corbucci. Il connut assez de succès pour que deux suites soient réalisées : Adios Sabata et Le Retour de Sabata, formant ainsi trilogie Sabata.

## Synopsis
Dans la petite ville de Daugherty, un hold-up est perpétré contre la banque. L'opération a rapporté 100 000 dollars aux bandits. Mais un joueur professionnel, Sabata, retrouve les auteurs et les élimine. Puis il rapporte l'argent à la banque, empochant alors une copieuse récompense. Peu après, il découvre qui sont les véritables commanditaires du hold-up : le juge O'Hara, le patron du saloon, Fergusson, et un riche propriétaire, Stengel. Les trois hommes souhaitent acquérir les terrains bordant la future ligne de chemin de fer. Malin, Sabata les soumet à un chantage et demande 10 000 dollars en échange de son silence. Mais Stengel refuse de payer et lance dès lors des tueurs à ses trousses...

## Fiche technique
- Titre original : Ehi amico... c'è Sabata, hai chiuso !
- Titre français : Sabata
- Réalisation : Gianfranco Parolini
- Scénario : Renato Izzo et Gianfranco Parolini
- Chef opérateur : Sandro Mancori
- Musique : Marcello Giombini
- Production : Alberto Grimaldi
- Pays de production :  Italie
- Format : Couleurs  (Technicolor) - 35 mm - 2,35:1 (Techniscope) - Son mono
- Durée : 111 min
- Dates de sortie : 
  - Italie : 16 septembre 1969
  - France : 22 mai 1970

## Distribution
- Lee Van Cleef (VF : Georges Atlas) : Sabata
- William Berger (VF : René Arrieu) : Banjo
- Ignazio Spalla (VF : Henry Djanik) : Carrincha (crédité comme Pedro Sanchez)
- Claudio Undari (VF : Raymond Loyer) : Oswald, Bras droit de Stengel
- Aldo Canti : L'indien muet et acrobate
- Franco Ressel : Stengel
- Luciano Pigozzi : le faux Père Brown
- Gianni Rizzo (VF : Albert de Médina) : le juge O'Hara
- Marco Zuanelli : Sharky
- Antonio Gradoli : Ferguson (crédité aussi Anthony Gradwell)
- Linda Veras : Jane
- Spartaco Conversi : un homme de main de Stengel

## Autour du film
Le personnage de Sabata a inspiré quantité d'autres westerns tournés à la même époque en Italie :
- 1970 : Et Sabata les tua tous (Lo irritarono et Santana fece piazza pulita) de Rafael Romero-Marchent
- 1970 : Arriva Sabata... de Tulio Demicheli
- 1970 : Wanted Sabata de Roberto Mauri
- 1970 : Creuse ta tombe Garringo, Sabata revient (Sei già cadavere amico... ti cerca Garringo !) de Juan Bosch
- 1970 : Ni Sabata, ni Trinita, moi c'est Sartana (Prima ti perdono... poi t'ammazzo) de Juan Bosch -
- 1971 : Sabata règle ses comptes (Quel maledetto giorno della resa dei conti) de Sergio Garrone -
- 1972 : Les Deux Fils de Trinita (I due figli di Trinità) d'Osvaldo Civirani
- Et un film érotique franco-belge, Les Filles du Golden Saloon  de Gilbert Roussel en 1975.